# Moritz Oder

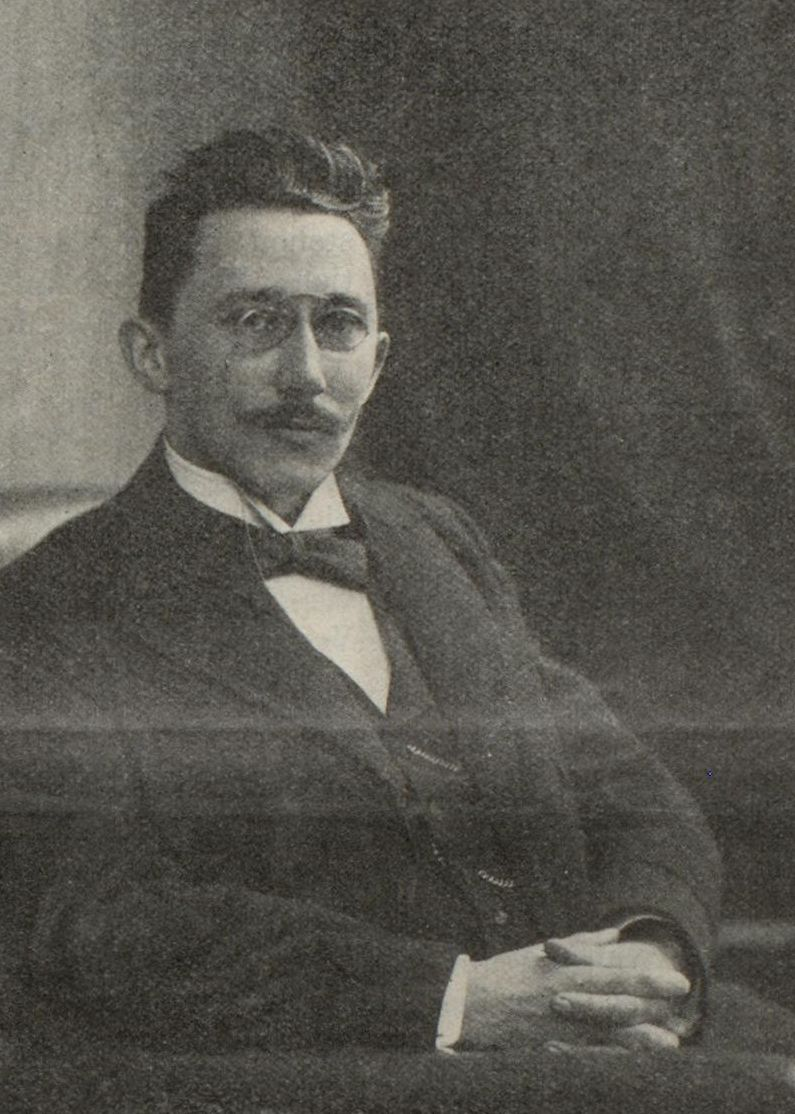
Moritz Oder

Moritz Wilhelm Oder (* 25. November 1873 in Berlin; † 29. September 1914 in Danzig-Langfuhr) war ein deutscher Eisenbahn-Bauingenieur und Hochschullehrer an der Technischen Hochschule Danzig.

## Leben
Moritz Oder war das jüngste der fünf Kinder von Johann Gustav Oder und Sophie Charlotte Kahle. Ein Bruder war der Philologe Eugen Oder. Von 1882 bis 1891 besuchte Oder das Wilhelms-Gymnasium in Berlin.
Oder studierte von 1891 bis 1896 Bauingenieurwesen, mit Ausnahme eines Semesters am Polytechnikum Zürich, an der Technischen Hochschule (Berlin-)Charlottenburg und bestand nach erstem Staatsexamen und dreijährigem Vorbereitungsdienst als Regierungsbauführer (Referendar) bei der preußisch-hessischen Eisenbahnverwaltung 1900 das zweite Staatsexamen mit Auszeichnung. Nach mehrjähriger Tätigkeit als Regierungsbaumeister (Assessor) bei der preußisch-hessischen Eisenbahnverwaltung und gleichzeitiger, schon 1899 begonnener Assistententätigkeit an der Berliner Hochschule wurde er im Herbst 1904 bei deren Gründung an die Technische Hochschule Danzig berufen und lehrte dort bis zu seinem Tod Eisenbahnbau einschließlich Betriebs- und Sicherungsanlagen; zugleich war er nebenamtlich bei der Eisenbahndirektion Danzig tätig. Oder heiratete im Jahr 1911 und war Vater von zwei Söhnen. Er starb nach kurzer Krankheit.
Seine Hauptgebiete waren Bahnhofsanlagen, Eisenbahnbetrieb und Sicherungsanlagen. Nach Wilhelm Cauer wirkte er am Ausbau der von Adolf Goering begründeten Wissenschaft der Bahnhofsanlagen im Sinne einer ausgiebigen Berücksichtigung der wirklichen Verhältnisse, die er auf zahlreichen Reisen im In- und Ausland und durch Erörterung mit Fachgenossen bis ins Detail zu ergründen verstand.
Oder war im Redaktionsausschuss der Enzyklopädie des Eisenbahnwesens und schrieb für Meyers Konversations-Lexikon. Cauer veröffentlichte 1922 sein Werk zu Sicherungsanlagen, das auf gemeinsamer Vorarbeit mit Oder basierte.
Moritz Oder gehörte dem Verein Deutscher Ingenieure (VDI) und dem Berliner Bezirksverein des VDI an. Später war er Mitglied des Westpreußischen Bezirksvereins des VDI.

## Schriften
- Verschiebebahnhöfe in den Vereinigten Staaten von Nordamerika. In: Organ für die Fortschritte des Eisenbahnwesens in technischer Beziehung. 75 (Neue Folge, Band 39), Nr. 10, 1902, S. 197–201, Tafel 29 (mit Beschreibung des Verschiebebahnhofs in Chicago).
- Betriebskosten der Verschiebebahnhöfe. Berlin 1904 (Dissertation, Technische Hochschule (Berlin-)Charlottenburg).
- Moritz Oder, Otto Blum: Abstellbahnhöfe. Betriebsbahnhöfe für den Personenverkehr. 1904.
- Adolf Goering, Moritz Oder: Anordnung der Bahnhöfe; 1. Abteilung: Einleitung, Zwischen- und Endstationen in Durchgangsform, Verschiebebahnhöfe, Güter- und Hafenbahnhöfe. In: Ferdinand Loewe, Hermann Zimmermann (Hrsg.): Der Eisenbahnbau, ausgenommen Vorarbeiten, Unterbau und Tunnelbau (= Handbuch der Ingenieurwissenschaften. 5. Teil). Band 4, Teil 1, Abteilung 1. Wilhelm Engelmann, Leipzig 1907 (mit 420 Abbildungen, 9 Texttafeln und 5 lithografierten Tafeln).
- Albert Jäger †. In: Zentralblatt der Bauverwaltung. Nr. 4, 15. Januar 1908, S. 32 (mit Porträt, Nachruf auf Albert Jäger (* 23. Januar 1847; † 13. Dezember 1907)).
- Verschubdienst. In: Ludwig von Stockert (Hrsg.): Handbuch des Eisenbahnmaschinenwesens. Band 2: Zugförderung. Berlin 1908, S. 777–829.
- Eisenbahnbauten in der Ostschweiz. In: Zentralblatt der Bauverwaltung. Nr. 87, 31. Oktober 1908, S. 578–580 (mit 2 Abbildungen).
- Die Bahnhofsanlagen und Eisenbahnhochbauten. In: Das deutsche Eisenbahnwesen der Gegenwart. Band 1, 1911, Kap. 4, S. 80–99.
- Die neue Eisenbahnverbindung zwischen Bodensee-Zürichsee. Bodensee-Toggenburg- und Ricken-Bahn. In: Zentralblatt der Bauverwaltung. Nr. 1-3, Januar 1912, S. 6–7, S. 13–15 (mit 3 Abb.).
- Artikel in Victor von Röll (Hrsg.): Enzyklopädie des Eisenbahnwesens. 2. Auflage in 10 Bänden. Urban & Schwarzenberg, Berlin / Wien 1912–1923, DNB 560453477.
  - Bahnhöfe. In:  Band 1. 1912, S. 383–403.
  - Abstellbahnhöfe. In:  Band 1. 1912, S. 72–76, Abb. 93–98.
- Zur Eröffnung der Lötschbergbahn. Bern-Lötschberg-Simplon. In: Zentralblatt der Bauverwaltung. Band 33, Nr. 54, 9. Juli 1913, S. 350–351 (mit 4 Abbildungen, vgl. auch S. 628 (in der Ausgabe vom 19. November 1913)).
- Die Furkabahn Brig - Andermatt - Disentis. In: Zentralblatt der Bauverwaltung. Band 33, Nr. 100, 17. Dezember 1913, S. 694–697 (mit 5 Abbildungen).
- Moritz Oder: Anordnung der Bahnhöfe; 2. Abteilung: Große Personenbahnhöfe und Bahnhofsanlagen, Abstellbahnhöfe, Eilgut- und Postanlagen, Regeln für die Anordnung der Gleise und Weichen. In: Ferdinand Loewe, Hermann Zimmermann (Hrsg.): Der Eisenbahnbau, ausgenommen Vorarbeiten, Unterbau und Tunnelbau (= Handbuch der Ingenieurwissenschaften. 5. Teil). Band 4, Teil 1, Abteilung 2. Wilhelm Engelmann, Leipzig / Berlin 1914 (mit 539 Textabbildungen und 15 lithografierten Tafeln).
- Umbau des Bahnhofs Saint-Lazare in Paris. In: Zentralblatt der Bauverwaltung. 15. August 1914, S. 478–479.